# Oliver Riedel
Oliver Riedel, detto Olli (Schwerin, 11 aprile 1971), è un bassista tedesco.
Fa parte del gruppo musicale tedesco Rammstein. È alto 2,05 metri ed è visibilmente il più alto della band. Ha i capelli castani e gli occhi verdi, ma molto spesso appare rasato. Prima di intraprendere la carriera musicale faceva l'imbianchino. Cominciò a suonare relativamente tardi, all'età circa di 21 anni.

## Biografia
Riedel nacque l'11 aprile 1971 a Schwerin come figlio unico. Crescendo, mantenne un ottimo rapporto con entrambi i genitori. Attribuisce ciò alla piccola differenza di età. Da bambino era molto timido, non andava bene a scuola e per questo si fece aiutare da sua madre. Quando i suoi amici festeggiavano in discoteca, lui rimaneva molto spesso da solo.

## Nei concerti
Iniziò a suonare la chitarra con gli Inchtabokatables e, nel 1993, conobbe Till Lindemann (cresciuto nella sua stessa città natale) che gli propose di entrare nei Rammstein.
Nei concerti Riedel è solito suonare alla sinistra del pubblico. A volte durante i live viene messo su un canotto e viene fatto "navigare" sul pubblico che lo trasporta in giro per tutto lo stadio.

## Discografia

### Con i Rammstein
- 1995 – Herzeleid
- 1997 – Sehnsucht
- 2001 – Mutter
- 2004 – Reise, Reise
- 2005 – Rosenrot
- 2009 – Liebe ist für alle da
- 2019 – Rammstein
- 2022 – Zeit

### Altri
- 1993 – The Inchtabokatables – White Sheep (con il nome "Orgien-Olli")
- 2021 – Dÿse – Widergeburt (nel brano 89/90)

## Altri progetti

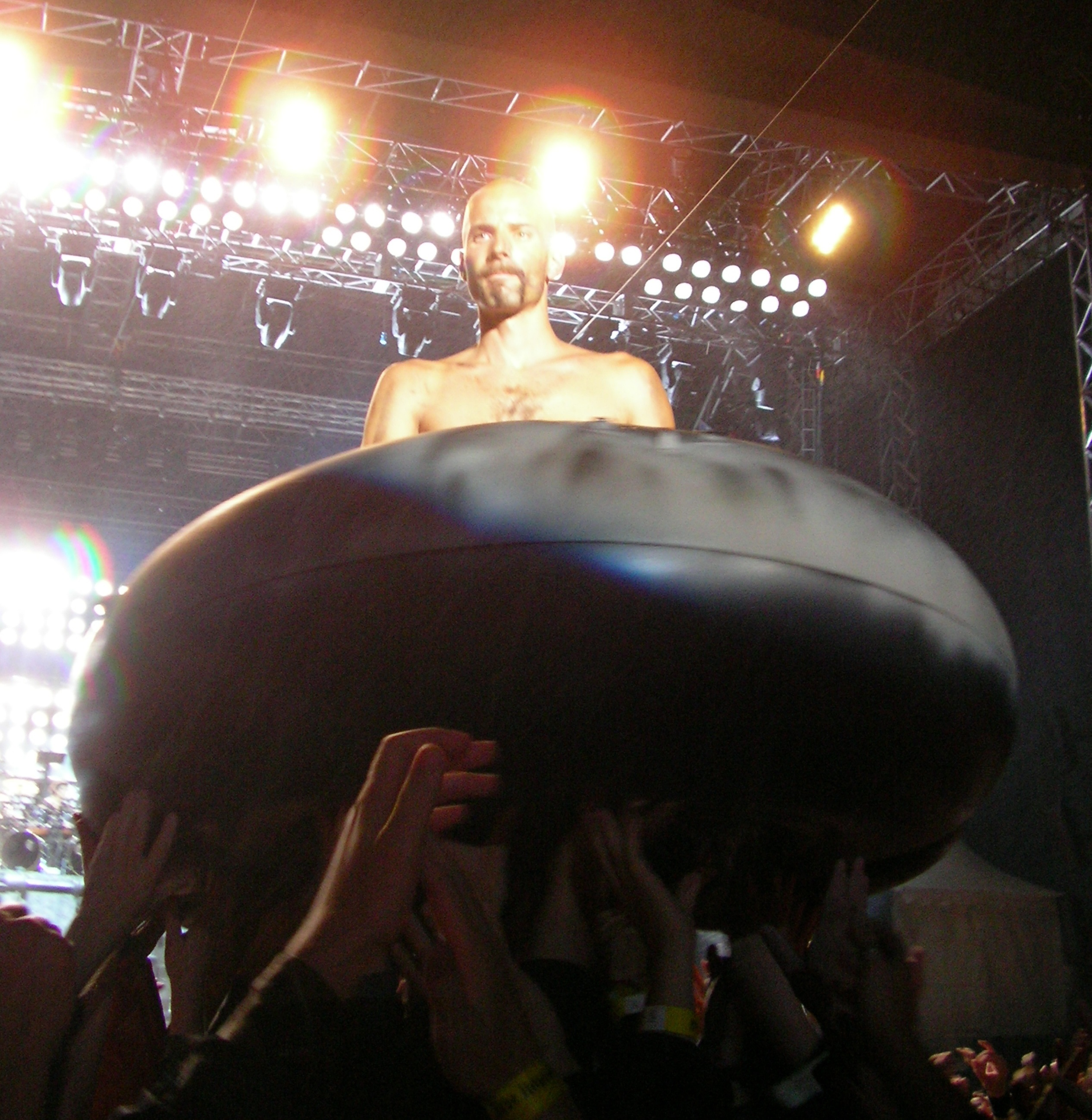
Oliver Riedel "naviga" sul pubblico durante l'esecuzione di Seeman a Göteborg nel 2005